# Basen (zbiornik antropogeniczny)
Basen – rodzaj zbiornika antropogenicznego, który jest najczęściej niewielkim akwenem o misie betonowej bądź ukształtowanej z innych materiałów sztucznych. Zwykle posiada płaskie lub prawie płaskie dno oraz strome lub pionowe ściany, co przekłada się na wartości wskaźnika głębokościowego zbliżone do jedności. Jest wykorzystywany do celów przemysłowych (np. osadniki wód chłodniczych), sportowo-rekreacyjnych (np. baseny pływackie), komunalnych (np. zbiorniki wody przeznaczonej do spożycia przez ludzi), retencyjnych (np. zbiorniki wód opadowych) i innych.